# 39 Armia (ZSRR)
39 Armia (ros. 39-я армия) – związek operacyjny Armii Czerwonej, a następnie Armii Radzieckiej.
Wchodziła w skład 3 Frontu Białoruskiego. Dowódcą radzieckiej 39 Armii był gen. por. Iwan Ludnikow oraz gen. por. Iwan Maslennikow. Planując użycie jej przeciw wojskom japońskim, 30 kwietnia 1945 wydano dyrektywę o jej skierowaniu spod Insterburga w Prusach Wschodnich do Zabajkala. Włączona w skład Frontu Zabajkalskiego uczestniczyła w walkach z japońską Armią Kwantuńską.

## Dowódcy armii
- gen. por. Iwan Bogdanow (22.10.1941 - 12.12.1941)
- gen. por. Iwan Maslennikow (12.12.1941 - 11.06.1942)
- gen. mjr Aleksiej Zygin (07.08.1942 - 30.01.1943)
- gen. por. Nikolaj Bierzarin (09.09.1943 - 27.05.1944)
- gen. por. Iwan Ludnikow (27.05.1944 - 05.05.1945)[4]

## Struktura organizacyjna
- 5 Gwardyjski Korpus Armijny – gen. por. I. Biezugłyj, a od 26 lutego 1945 gen. mjr N. Iwanow
- 94 Korpus Armijny — gen. mjr I. Popow
- 113 Korpus Armijny — gen. mjr N. Oleszew

w 1989
w składzie Dalekowschodniego Okręgu Wojskowego
- 77 Dywizja Pancerna
- 29 Dywizja Zmechanizowana
- 40 Dywizja Zmechanizowana
- 81 Dywizja Zmechanizowana
- 123 Dywizja Zmechanizowana
- 199 Dywizja Zmechanizowana
- 277 Dywizja Zmechanizowana
- 4 Brygada Rakiet Operacyjno-Taktycznych
- 20 Brygada Rakiet Operacyjno-Taktycznych
- 180 Brygada Rakiet Przeciwlotniczych
- 8 Brygada Rakiet Przeciwlotniczych
- 305 Brygada Artylerii
- 224 Brygada Inżynieryjna
- 44 Brygada Zaopatrzenia
- 719 pułk artylerii rakietowej
- 958 pułk artylerii przeciwpancernej
- 319 pułk śmigłowców bojowych
- 314 pułk pontonowo-mostowy
- 650 pułk pontonowo-mostowy
- 58 pułk inżynieryjno-saperski
- 86 pułk łączności
- 304 pułk WRE
- 317 pułk radiotechniczny